# 창녕 술정리 서 삼층석탑
창녕 술정리 서 삼층석탑(昌寧 述亭里 西 三層石塔)은 대한민국 경상남도 창녕군 창녕읍 술정리에 있는 남북국 시대 신라의 삼층석탑이다. 1970년 6월 24일 대한민국의 보물 제520호로 지정되었다.

## 개요
이 탑이 속해 있던 사찰의 이름은 전하지 않으며, 신라식 일반형 석탑으로 2단의 기단(基壇) 위로 3층의 탑신(塔身)을 올린 형태이다.
이 탑은 아래·위층 기단을 8개의 돌로 구성한 특이한 수법을 보이고 있다. 아래층 기단은 바닥돌과 한돌로 붙여서 만든 8개의 돌을 짜 맞추었는데 각 모서리에 기둥 모양을 본떠 새겼으며, 그 사이로 가운데기둥을 2개씩 새겨 놓았다. 위층 기단도 8개의 돌로 구성되었고 각 면마다 중간에 작은 널돌을 한 장씩 끼웠으며, 모서리기둥을 두지 않고 4면에 2개씩의 안상(眼象)을 조각하였다. 현재 남쪽면의 중간에 끼워져 있는 돌에는 거친 문짝모양이 새겨져 있는데 후대에 작업한 것으로 짐작된다. 탑신은 몸돌과 지붕돌이 각각 하나의 돌로 구성되어 있으며, 몸돌에는 네 모서리마다 기둥 모양을 새겼다. 지붕돌은 낙수면이 얇고 평평하며 밑면의 받침은 5단씩이고, 네 귀퉁이가 뚜렷하게 치켜올려져 있어 경쾌하다. 탑의 꼭대기에는 머리장식으로 네모진 노반(露盤:머리장식받침) 위로 복발(覆鉢:엎어놓은 그릇모양의 장식)만이 남아 있다.
이 탑은 원래 창녕 술정리 동 삼층석탑(국보 제34호)과 함께 있었으나 그 위치가 상당히 떨어져 있었으며 같은 절터의 쌍탑이 아닌 별개의 탑으로 보인다. 통일신라시대의 작품이나 전체적인 조각수법으로 볼 때, 창녕 술정리 동 삼층석탑보다 다소 떨어지며 조성시기도 훨씬 뒤지는 것으로 보인다.

## 참고 자료
- 창녕 술정리 서 삼층석탑 - 국가유산청 국가유산포털